# Предузеће за приказивање филмова „Нишава" Пирот
Предузеће за приказивање филмова „Нишава" Пирот је предузеће у Пироту које се бавило културном делатношћу а предмет пословања је био приказивање филмова и рекламних дијапозитива. Радило је у периоду од 1954. до 1970. године. 

## Историјат
Установа је запошљавала 6 радника, то су били: Ђорђе Вељковић – управник, директор, Љубомир Костић – шеф техничке службе, Персида Латић – благајник, Мирослав Ћирић – контролор карата, Велимир Тошић Долфус – контролор карата, Милорад Јовановић – кинооператер. Тада је постојала само једна биоскопска сала за приказивање филмова, технички слабо опремљена. Сала хотела „Национал“ располагала је са 392 седишта а подигнута је тридесетих година двадесетог века. Није одговарала савременим условима, а највећи јој је недостатак што је била неакустична и скоро потпуно онемогућавала приказивање домаћих филмова. Установа је покренула широку акцију осавремењавања биоскопа. Приступила је са великим ентузијазмом своме послу. Најпре, још у септембру 1954, уређује салу биоскопа „Искра“ а након две године почиње са радом и биоскоп „Младост“ у сали Позоришта.
Биоскоп је располагао са три машине, од којих је једна набављена непосредно после увођења тон-филма, једна је ван употребе, а само једна производње из 1956. године. Приказивале су се само стандардне копије. На састанку Савета Установе са самосталним финансирањем „Биоскоп“, одржаном 23. јуна 1956, донета је одлука да се заврше грађевински радови на новосаграђеној биоскопској тераси.
1957, 16. фебруара, закључен је уговор између Народног одбора Општине у Пироту по коме се Установи уступа тераса на крову зграде Трговачког дома и једна просторија за канцеларију на бесплатно коришћење. Установа је била дужна да у замену за то из сопствених средстава доврши све грађевинске радове и оспособи терасу и просторију за канцеларију према плану објекта Трговачког дома. Већ 26. фебруара донето је решење да се биоскопска тераса на згради Трговачког дома уступи на бесплатно и трајно коришћење „Биоскопу“. У циљу продирања филма у села, набављен је из Димитровграда путујући кинопројектор. Пројектор је био слаб, али је могао извесно време да послужи, те је на њему извршена генерална поправка. Ради стицања искуства за рад на селу, извршена је прва проба у селима: Гњилан, Бериловац и Темска.
Установа је до 1959. године унапредила, осавременила и омасовила свој рад. Тада већ има три кинопројектора, оспособила је две сале а те 1959. године одобрава се и рад биоскопа „Младост“ на летњој тераси. Почео је са радом и путујући биоскоп по селима. Више нису приказивани филмови по старом систему и то само стандардне копије већ у 1959. години у биоскопу „Искра“ приказују се филмови по новим системима.
Број посетилаца од 300 000 остао је недостижан и наредне 1961. године, с обзиром да је 1. јула те године биоскоп „Младост“ био затворен. Летња тераса 1960. није радила због лошег времена целога лета а и у међувремену је у ту зграду смештена Општинска скупштина Пирот и створене су озбиљне потешкоће у погледу простора. Први захтев био је да се испразни канцеларија ради смештаја Савета за културу, што је и учињено без икакве надокнаде за инвестиције које су уложене око изградње. Други захтев Општинске скупштине по усељењу био је да се не дозвољава пролаз кроз степенице за улаз и излаз публике због безбедности архиве иако је „Биоскоп“ уложио сопствена средства за изградњу степеница и предлаже се да опет из својих средстава гради друге степенице за улаз и излаз публике. Затим је постављен трећи захтев: да на сваком спрату, рачунајући и приземље, обезбеде по једног чувара архиве за време пројекције филмова. На овај начин увећани су трошкови приказивања филмова за плаћање не само чувара спратова, већ и службеника, курира Општине, чистачица, тако да је рентабилност пројектовања филмова на летњој биоскопској тераси доведена у питање. На летњој тераси су убрзо прекинуте пројекције због таквих услова.

### Оснивање Предузећа
Очигледан напредак допринео је да се Установи са самосталним финансирањем „Биоскоп“ 14. децембра 1960. одобрава упис у регистар привредних организација, која се води код Окружног Привредног суда у Нишу. На тај начин извршено је оснивање и конституисање Предузећа за приказивање филмова „Нишава“ у Пироту, које је као установа са самосталним финансирањем проглашено за привредно предузеће. За предмет пословања имало је приказивање филмова. Најпре је оснивач предузећа, Народни одбор општине у Пироту, својим решењем године прогласио установу са самосталним финансирањем у привредно предузеће, а конституисање предузећа извршено је 31. марта 1960. године.
Биоскоп почиње 1962. године да користи салу Радничког универзитета. Ова сала имала је 232 седишта и у њу се премешта биоскоп „Младост” из старог позоришта.
Предузеће за приказивање филмова „Нишава“ од 1964. прикупљало је средства и подршку надлежних органа за адаптацију биоскопске сале „Искра“. Урађен је пројекат за унутрашњу адаптацију. Капацитет седишта износио је 417 а продужењем пројекционе сале на рачун бине добило би се још око 100 нових седишта. Овај пројекат Предузеће није успело да реализује што због недостатка средстава, што због неразумевања надлежних органа, као и због дешавања у наредним годинама.
Савет за образовање и културу Скупштине општине Пирот предложио да Биоскоп треба припојити Радничком универзитету како би се средили унутрашњи сукоби запослених и организација пословања. Расписан је референдум који је обављен 15. јануара 1969. године. Резултати референдума су показали да се у Радничком универзитету за припајање изјаснило 11 гласача а против припајања 1 глас а у Предузећу су гласали 3 за припајање а 4 против. Пошто је у „Биоскопу“ гласало више против припајања, референдум је пропао. Након непуна два месеца расписан је конкурс за директора Предузећа. Конкурсна комисија је изабрала Христифора Живковића.
На поновљеном референдуму 1. новембра 1969. у Предузећу једногласно се определило за интеграцију. Међутим, због недостатка тог истог ауторитета у Радничком универзитету дошло је до контроверзних информација, тако да су на референдуму 4 гласала за интеграцију а 8 против интеграције. Покренута је иницијатива да се референдум понови али овога пута само за колектив Радничког универзитета. Поновљени референдум одржан је 8. децембра на коме је за интеграцију гласало 9 чланова а против 3 члана. Одлукама радних заједница Предузећа за приказивање филмова „Нишава” и Радничког универзитета, припајање се извршило 1. јануара 1970. и даном припајања престаје правно да постоји Предузеће за приказивање филмова „Нишава” у Пироту.